# Municipio de Shawnee (condado de Bates)
El municipio de Shawnee (en inglés: Shawnee Township) es un municipio ubicado en el condado de Bates en el estado estadounidense de Misuri. En el año 2010 tenía una población de 271 habitantes y una densidad poblacional de 2,92 personas por km².

## Geografía
El municipio de Shawnee se encuentra ubicado en las coordenadas 38°21′32″N 94°13′41″O / 38.35889, -94.22806. Según la Oficina del Censo de los Estados Unidos, el municipio tiene una superficie total de 92.71 km², de la cual 92,27 km² corresponden a tierra firme y (0,47 %) 0,44 km² es agua.

## Demografía
Según el censo de 2010, había 271 personas residiendo en el municipio de Shawnee. La densidad de población era de 2,92 hab./km². De los 271 habitantes, el municipio de Shawnee estaba compuesto por el 97,79 % blancos, el 0,37 % eran amerindios y el 1,85 % eran de una mezcla de razas. Del total de la población el 0,37 % eran hispanos o latinos de cualquier raza.